# The Admirable Crichton (1957)
The Admirable Crichton é um filme de comédia produzido no Reino Unido, dirigido por Lewis Gilbert e lançado em 1957.
Divertida comédia sobre um grupo de aristocratas ingleses em viagem num barco que encalha em uma ilha deserta. É então que um dedicado mordomo assume a liderança do grupo e se torna o Governador da ilha, subvertendo as classes sociais e acaba se envolvendo com a filha de seu patrão. em português se chama O Mordomo e a Dama. Mas o que ocorreria se forem encontrados?